# Proyecto de retratos en equipos de protección individual
El Proyecto de retratos en el EPP (PPE Portrait Project) fue iniciado durante el brote de ébola en Liberia por la artista Mary Beth Heffernan, y tiene el objetivo de humanizar al personal médico que tiene que llevar EPP (equipo de protección personal) completo. Este tipo de EPP impide que los pacientes puedan ver la cara del personal médico. Hefferman tuvo la idea de pegar una fotografía de la persona que lleva EPP en su bata, lo que le permite al paciente sentirse más cómodo con la persona que le está proporcionando los cuidados.
El proyecto fue retomado en el 2020 por la científica social de Standford Cati Brown-Johnson, y ha aparecido en el programa The Rachel Maddow Show, NPR, la revista Smithsonian y KQED.

## Historia
La idea nació entre los años 2014 y 2015, durante el brote de ébola en Liberia. La artista estadounidense Mary Beth Heffernan, profesora de arte e historia en Occidental College, creó el PPE Portrait Project luego de observar los trajes completos que los trabajadores de la salud llevaban durante el estallido de ébola. Hefferman describe el proyecto como "una intervención artística, diseñada para mejorar los cuidados a las personas con ébola". El proyecto, financiado mediante un subsidio, se centra en el aislamiento de los pacientes y en los beneficios de "penetrar a través del aislamiento" al permitirle a los pacientes establecer una conexión con el personal de salud.     
Los médicos liberianos J. Soka Moisés y Moisés Massaquoi invitaron a Heffernan a visitar a los médicos y otros miembros del personal que estaban trabajando en el manejo del ébola luego de que ella se pusiera en contacto con ellos. Massaquoi había estado recibiendo correos electrónicos con ideas y propuestas sugiriendo distintas ideas para manejar el brote, pero generalmente se trataba de "algún plan que nunca se había puesto a prueba", lo que empezaba a resultar molesto para Massaquoi. Sin embargo, la idea de Heffernan de pegar fotografías en los trajes le pareció tan sensata que la contactó inmediatamente. Heffernan le dijo al personal de Maddow que "esperaba que los retratos en el EPP se volvieran un estándar de cuidados médicos para todo tipo de pacientes que tienen que sufrir el aislamiento de no poder ver a las personas sin su EPP."  
La organización Gold Foundation financió el viaje de Heffernan a Liberia. Heffernan recibió $5 000, que utilizó en el proyecto. El personal de salud de Liberia declaró "haberse sentido más humano" al llevar la fotografía en el EPP. Heffernan declaró que, previo al uso de la fotografía, "el personal sanitario sentía que los percibían como 'ninjas atemorizantes', lo que resulta en aislamiento y deshumanización, y contribuye al miedo de los pacientes". Heffernan pasó tres semanas capacitando al personal y les dejó provisiones para que siguieran usándolas.  
El presidente y gerente general de Gold Foundation, Richard. I. Levin, se expresó positivamente del proyecto, declarando que la idea de pegar un retrato en el EPP "es una herramienta extremadamente simple que no requiere de tecnología sofisticada y, sin embargo, puede transformar momentos sumamente importantes a la hora de recibir atención médica cuando los pacientes se sienten enfermos, asustados y solos'', y exhortó a otros hospitales a adoptar la práctica. 
Según Heffernan, una de sus metas es la de proporcionar a los hospitales las herramientas y capacitación necesarios para que puedan continuar con el proyecto de forma independiente. Heffernan espera que algún día todo el personal médico lleve su retrato cuando use EPP, independientemente de si llevan el equipo completo o no.
Durante los 5 años posteriores al brote de ébola, Heffernan contactó muchos hospitales para sugerirles adoptar la práctica, solo para descubrir que no estaban interesados. El personal médico que tiene que llevar EPP completo durante la pandemia de COVID-19 ha cambiado esa actitud en muchos hospitales.

## Reaparición del proyecto durante la pandemia de COVID-19
Cati Brown-Johnson, de la Facultad de Medicina de la Universidad de Stanford, revivió el proyecto para la pandemia de COVID-19. Brown-Johnson se describe como una científica social interesada en las conexiones humanas. Brown-Johnson hace énfasis en la importancia para los pacientes de que los trabajadores de la salud muestren su competencia y su calidez humana. En este sentido, el uso de EPP es una señal inmediata de que se tiene competencia. El hecho de que la persona lleve su retrato en la bata compensa el uso del EPP, proporcionando así la calidez de la que Brown-Johnson hablaba. Brown-Johnson afirmó también que el proyecto está levantando la moral del personal médico, ya que los hace sentir más humanizados.
Brown-Johnson probó por primera vez el programa, luego de ser retomado, en un sitio de pruebas desde el auto, en Standford. Durante una de las pruebas del proyecto, el personal dijo haber notado de inmediato una mejora en las interacciones que tenía con los pacientes. Una de las enfermeras, Anna Chico, dijo que, al presentarse con los pacientes, señalaba su fotografía y les decía "esta soy yo, debajo de todo esto". Los médicos también afirmaron que el hecho de que otros miembros del personal llevaran una fotografía de ellos mismos en su bata les hacía sentir como si estuvieran trabajando con otros seres humanos, parte de su equipo, en lugar de percibirlos como "objetos inanimados".
El proyecto recibió cobertura luego de ser mencionado en El Show de Rachel Maddow. El personal del programa se enteró del proyecto cuando notaron que el doctor Ernest Patti, del Hospital St. Barnabas y a quien habían entrevistado para el programa en varias ocasiones, además de llevar su EPP completo, lucía una fotografía de sí mismo, sonriendo, pegada al frente de su bata. Miembros del personal de El Show de Rachel Maddow interrogaron al doctor Patti al respecto, y fue cuando él explicó que una mujer que lo había visto en el programa de Maddow le mandó un juego de pegatinas con la cara de él para que las pegara en su bata. Se trataba de la doctora Lori Justice Shocket, artista y médica que suele pedirle a las personas que le envíen una fotografía de su rostro por correo electrónico, para después enviarles por correo pegatinas con sus caras. 
Entre otros hospitales que comenzaron a usar retratos en el EPP durante la pandemia de COVID-19 se encuentran la Facultad de Medicina de la Universidad de Massachusetts, la Facultad de Medicina USC Keck y el Hospital para niños de Boston.

## Aspectos prácticos
El sitio web de medicina de Standford sugiere que, en circunstancias de alto riesgo, la fotografía sea desechada junto con la bata. En circunstancias de riesgo menor, donde usualmente la bata es lavada, la fotografía necesita ser desinfectada antes de que se vuelva a usar, de la misma forma que se hace con las placas que llevan el nombre del personal. Stanford sugiere que, si una persona va a crear un retrato de sí misma, utilice la configuración de retrato de su teléfono, mire directamente a la cámara y "ofrezca la sonrisa que quisiera que sus pacientes vean". Hefferman recomienda usar etiquetas adheribles desechables, de superficie mate y con un tamaño de 8.5 "× 11". Aunque al principio se habló de plastificar, desinfectar y reutilizar los retratos, existía la preocupación de que los bordes de plástico dañaran la bata del EPP convirtiéndose en una fuente de contaminación, por lo que una mejor alternativa sería que el personal médico tuviera una provisión de etiquetas con su foto en los vestidores.  